# Пальм, Сийм-Стен
Сийм-Стен Пальм (эст. Siim-Sten Palm; 18 августа 1992, Рапла) — эстонский футболист, вратарь, тренер.

## Биография
Воспитанник секций клуба «Флора» в Кехтна и Рапла. Во взрослом футболе дебютировал в 2008 году в команде «Флора»/«Атли» из Рапла, игравшей в низших лигах Эстонии. За «Атли» помимо большого футбола сыграл несколько матчей в высшем дивизионе Эстонии по мини-футболу в сезоне 2008/09. Летом 2009 года перешёл в «Валга Уорриор», где сыграл два кубковых матча, также выступал в низших лигах за «Элву» и «Табасалу». В 2010 году перешёл в «Флору», провёл в клубе два сезона, но выступал только за резервный состав.
В 2012 году перешёл в «Вильянди». Дебютный матч в высшем дивизионе Эстонии сыграл 10 марта 2012 года против таллинского «Калева» (1:2). После расформирования «Вильянди» в 2013 году перешёл в «Курессааре», а в 2014 году был основным вратарём клуба «Пайде». В 2015—2016 годах выступал за «Нымме Калью», но за основную команду сыграл только 2 матча в Кубке Эстонии. Обладатель Кубка страны сезона 2014/15.
Всего в высшем дивизионе Эстонии сыграл 47 матчей и пропустил 95 голов.
В 2017—2018 годах играл в низших лигах за «Рапламаа», часто выходил на позиции полевого игрока. В 2019—2021 годах выступал за «Вапрус» (Пярну), провёл 5 матчей в первой лиге и в 2020 году стал победителем турнира.
Вызывался в юношескую и молодёжную сборную Эстонии. В команде 19-летних сыграл 2 матча в 2010—2011 годах, против ровесников из Португалии и ОАЭ.
Ещё во время игровой карьеры начал работать тренером. В период игры за дубль «Нымме Калью» работал тренером вратарей основной команды. С 2017 года тренировал детей в школе таллинского «Калева». В «Вапрусе» занимал должность ассистента Таави Миденбритта в основной команде и также тренировал детей. Параллельно с работой в клубах, был тренером вратарей женской сборной Эстонии. По собственным словам, его больше привлекает роль тренера команды в целом, а не тренера вратарей.
В 2022 году назначен главным тренером клуба «Тервис» (Пярну), играющего в пятом дивизионе.

## Достижения
- Обладатель Кубка Эстонии: 2014/15

## Личная жизнь
Супруга Яна, в девичестве Гнездова. Две дочери.